# Павловка (Крыжопольский район)
Павло́вка (укр. Павлівка) — село на Украине, находится в Крыжопольском районе Винницкой области.
Код КОАТУУ — 0521985801. Население по переписи 2001 года составляет 718 человек. Почтовый индекс — 24643. Телефонный код — 4340.
Занимает площадь 1,966 км².

## Религия

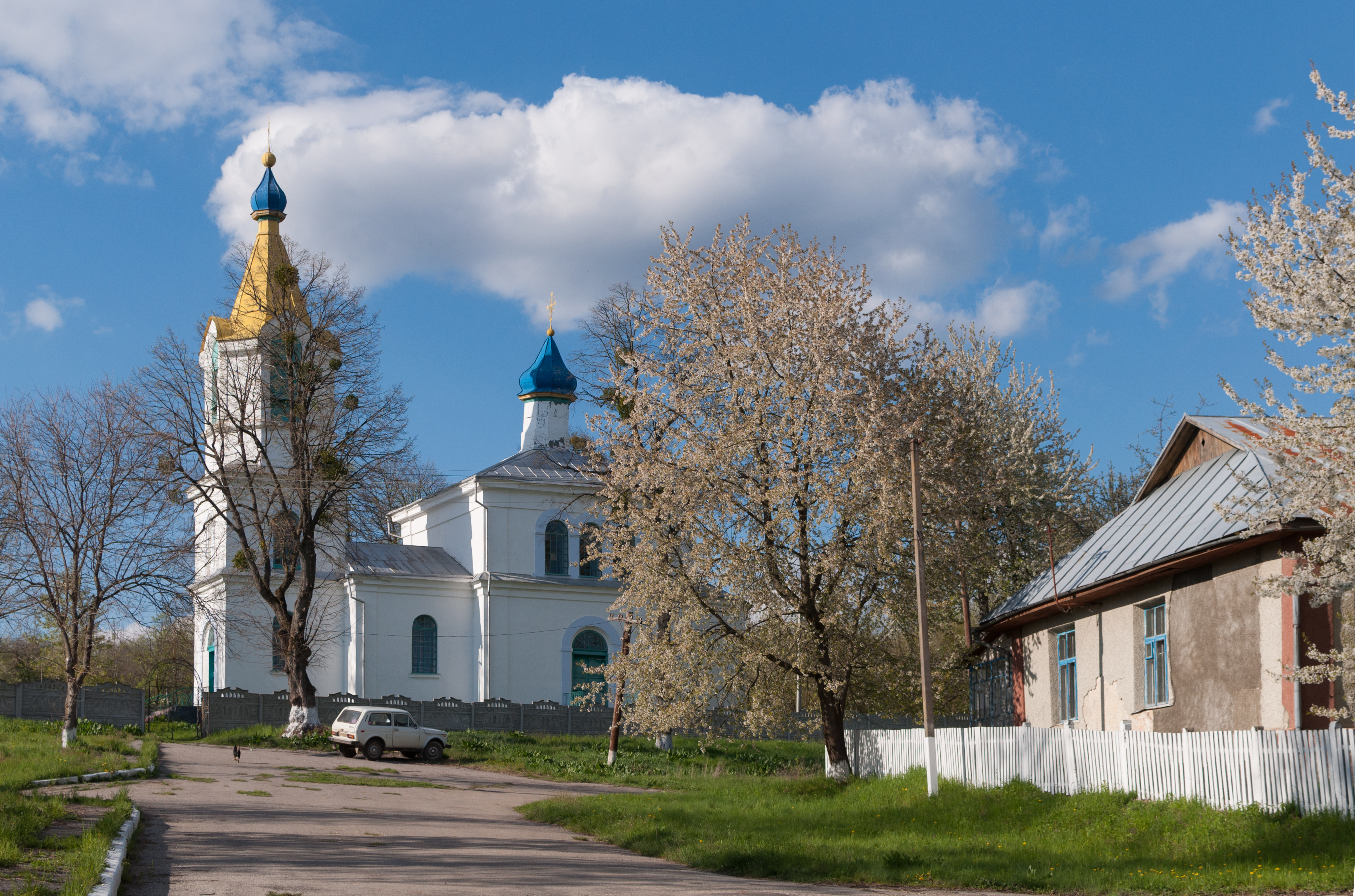
Храм Рождества Пресвятой Богородицы

В селе действует храм Рождества Пресвятой Богородицы Крыжопольского благочиния Могилёв-Подольской епархии Украинской православной церкви.

## Адрес местного совета
24643, Винницкая область, Крыжопольский р-н, с. Павловка, ул. Ленина, 82